# شعر نبطي
الشعر النبطي ويسمى أيضاً القصيد هو الشعر العربي المنظوم بلهجات شبه الجزيرة العربية ومنها المملكة العربية السعودية وباقي دول الخليج العربي، وأيضا اليمن والأردن وبادية العراق، وبين أهل البادية في مصر و فلسطين وسوريا، وفي السودان ودول المغرب العربي بما فيها موريتانيا.

## الشكل
الشعر النبطي يراعي الأنماط التقليدية للشعر العربي من حيث الشكل العمودي والالتزام بقافية واحدة على طول القصيدة، كما يستخدم ذات الأوزان العروضية المستخدمة في الشعر الفصيح أو أوزان أخرى مشتقة منها، وإن كان أصحاب هذا الشعر يعرفون تلك الأوزان بأسماء أخرى. كما تضيف الكثير من القصائد النبطية المتأخرة قيداً إضافياً وهو الالتزام بقافية واحدة للشطر الأول من كل بيت وليس الشطر الثاني فقط كما في الشعر الفصيح، مثلاً:
و على الرغم من كونه منظوماً باللهجة المحكية إلا أنه يكثر في الشعر النبطي الاعتماد على مفردات فصيحة، ويكون ذلك عادة تلبيةً لضرورة الوزن (مثل قول «الذي» و«التي» بدلاً من «اللي») وأحياناً لدعم المعنى، والواقع أن الاختلاف الجوهري بينه وبين الشعر الفصيح يكمن في التخلي عن علامات الإعراب في أواخر الكلمات ونطق بعض الحروف، وليس في التراكيب والصرف والمفردات التي لا تزال تشابه الفصحى إلى حد كبير (انظر لهجة نجدية).
و على الرغم من طبع عدد من الدواوين النبطية في السعودية والخليج في القرن الماضي، إلا أن الشعر النبطي في الأساس شعر مسموع وصل أكثره إلينا عن طريق الرواية والإلقاء بشكل مشابه للشعر العربي في الجاهلية وصدر الإسلام، ولا يزال الاستماع وليس القراءة هو الطريقة المثلى لتلقّي الشعر النبطي لدى المهتمين به.

## المضمون
الشعر النبطي حتى أوائل القرن العشرين يكاد يكون امتداداً لشعر العرب في الجاهلية وشعر أهل البادية في صدر الإسلام، فيكثر فيه استخدام المقدمات الغزلية التي تؤدي بعد ذلك إلى موضوع القصيدة الرئيسي من فخر أو مدح أو حكمة أو نصح، أو وصف، وبدرجة أقل، الهجاء. ويكون أكثر ما يشابه الشعر القديم حينما يحكي عن مفاخر القبيلة وبطولات فرسانها ووقائعهم.
أما في الوقت الحالي فقد تخلى عن الكثير من المفردات الأكثر صعوبة، محاكياً بذلك التبسيط والتشذيب الذين لحقا باللهجات البدوية والنجدية عموماً، وأصبح أكثر مشابهة للشعر العامي في البلدان العربية الأخرى. ولأنه هو اللون السائد في الأغاني التجارية في منطقة الخليج العربي، فقد أصبح الغزل يشغل القسم الأكبر من الشعر النبطي في الوقت الحالي، ولكن هذا لا يعني أن الشعر النبطي بصورته التقليدية لم يعد له من ينظم به.

## تاريخ الشعر النبطي
ارتبط تاريخ الشعر النبطي بتاريخ ظهور اللهجة العامية التي يكتب بها، وظهرت العامية أولاّ في الحواضر وبين أهل المدن بسبب الاختلاط بالعجم مع بداية القرن الرابع الهجري، بينما ظل أهل البادية محتفظين بسليقتهم اللغوية الفصحى سليمة حتى آخر القرن نفسه، لذا يسمي الدكتور غسان الحسن شعر الحضر بالشعر العامي بينما يسمي شعر البدو بالنبطي، بينما يرى صادق محمد أحمد بخيت في كتابه (الأنباط والشعر النبطي ــ مدخل تاريخي موجز) بأن العامية أصل والفصاحة فرع بني على هذا الأصل، وهذا ما يعزز الرأي القائل لدى البعض بأن ظهور الشعر النبطي كان في العصر الجاهلي، إلا أنه رأي يحتاج لمزيد من الأدلة والدرس والتحقق لدى مؤرخي سيرة شعر النبط.
أيا كان؛ فإن الرواية التقليدية المتداولة بين رواة الشعر النبطي تقول إن أول من قال الشعر النبطي هو الشخصية شبه-الأسطورية أبو زيد الهلالي المفترض وجوده بين القرنين الثاني والرابع الهجريين (الثامن والعاشر الميلاديين)، ولكن ليس لهذه الرواية سند علمي. أما أول ذكر للشعر باللهجة الدارجة فيأتي من الشاعر العراقي الفصيح صفي الدين الحلي في القرن الرابع عشر والمؤرخ ابن خلدون في القرن الخامس عشر، إلا أنهما لا يذكرانه باسم «الشعر النبطي». أما أقدم النماذج الشعرية فمقطوعة من بضعة أبيات لشاعرة من بادية حوران أوردها ابن خلدون في المقدّمة، ثم بضع قصائد لأبي الحمزة العامري من أهل القرنين السابع والثامن الهجريين. وهي في معظمها على اللحن الهلالي (ويقابل بحر الطويل) وبحر الرجز.
وبعد ذلك تأتي قصائد شعراء الدولة الجبرية في شرق الجزيرة العربية ووسطها، ومن هؤلاء جعيثن اليزيدي من أهل الجزعة بوادي حنيفة، الذي عاش في القرن السادس عشر الميلادي، والشاعر عامر السمين. ثم ترد قصائد جبر بن سيار أمير بلدة القصب وابن أخته رميزان بن غشام التميمي أمير روضة سدير، وقصائد أخيه رشيدان بن غشام، وهم جميعاً من أعلام القرن الحادي عشر الهجري (السابع عشر الميلادي). وقد تركوا قصائد ثمينة ليس فقط من الناحية الأدبية واللغوية وإنما أيضاً من الناحية التاريخية لذكرها العديد من الأحداث والوقائع في الفترة التي سبقت ظهور دعوة الشيخ محمد بن عبد الوهاب وآل سعود في نجد. وفي هذه الفترة على الأرجح عاش أحد أشهر الشعراء على الإطلاق راشد الخلاوي، الذي يذهب البعض إلى أنه من أهل القرن العاشر الهجري (الخامس عشر الميلادي)، وآخرون إلى أنه عاش إلى النصف الأول من القرن الثاني عشر الهجري، واشتهر بالقصائد المطوّلة المعنية بالأنواء وعلم الفلك والحساب والألغاز.
ظهر في القرن التالي (الثاني عشر الهجري) اثنان من أهم أعلام الشعر النبطي وهما حميدان الشويعر في القصب، واشتهر بقصائد النصح والحكمة التي لا زالت دارجة إلى اليوم لتقيدها بالأوزان القصيرة، بالإضافة إلى القصائد السياسية وقصائد الهجاء، ومحسن الهزاني في الحريق، الذي اشتهر بالشعر الغزلي وأدخل المحسّنات البديعية في الشعر النبطي. ويقال إن للهزاني دور انتشار القافية المزدوجة. ومن شعراء هذه الحقبة نمر بن عدوان من قبائل البلقاء في الأردن، وتوفي سنة 1238 هـ (1823 م).
وهناك أيضاً الشاعر الماجدي ابن ظاهر (1781م - 1871م) المولود في رأس الخيمة بالقرب من منطقة الخران التي يعتقد أنه توفي ودفن فيها، والذي تعتبر قصائده مثالاً للشعر النبطي المحكي باللهجة العامية في الجزيرة العربية، وقد تناول في شعره أموراً متنوعة، فقد تكلم في الحب والغزل، وفي علم الفلك، وفي الطبيعة والجغرافيا مع صور لحياة أهل البادية، وغيرها من الموضوعات الأخرى.
و من أشهر شعراء النبط الآخرين في تلك الفترة محمد بن لعبون الذي أضاف أوزانا غنائية تسمى بالفنون اللعبونية، بالإضافة إلى محمد بن قرملة شيخ قبيلة قحطان بينه وبين تركي بن حميد شيخ قبيلة عتيبة في القرن التاسع عشر، وراكان بن حثلين شيخ قبيلة العجمان، وبديوي الوقداني من نواحي الطائف، ومحمد العبد الله القاضي من أهل عنيزة، وعبد الله بن رشيد أمير حائل وأخيه عبيد. وقد اتسم هذا القرن بغزارة الإنتاج الشعري وانتشار بحر المسحوب (مستفعلن مستفعلن فاعلاتن)، الذي صار أشهر بحور الشعر النبطي. وفي نهاية هذا القرن وبداية القرن العشرين ظهر الشاعر محمد بن عبد الله العوني، الذي اشتهر بقصائده السياسية المشوشة ويعدّه البعض آخر شعراء النبط الكبار، كما ظهر في هذه الفترة الشاعر عبد الله بن سبيل الذي اشتهر بشعر الغزل.
وأقدم شعر نبطي بلهجة أهل نجد يعود إلى أوائل القرن التاسع أو آخر الثامن الهجريين وهو عبارة عن قصيدة لأم عرار بن شهوان تمدح ابنها عرار (توفي 850 هـ) وهو يافع.
استمر الشعر النبطي في القرن العشرين وبدأت محاولات تدوينه أو تسجيله حفظاً لما تبقى منه من الضياع، وأشهر الدواوين التي ظهرت في هذه الفترة «ديوان النبط» لخالد الفرج (1371 هـ - 1952 م)، الذي جمعه بناءً على توجيه وزير المالية السعودي عبد الله بن سليمان، و«خيار ما يلتقط من شعر النبط» الذي جمعه عبد الله خالد الحاتم (1372 هـ). وظهر في هذا الفترة شعراء مجددون وآخرون حاولوا الالتزام بنهج الشعراء الأولين في فترة زاد فيها تأثر الشعر النبطي باللهجات الأخرى وتم تبسيطه وفقد كثيراً من جزالته.
لا يزال للشعر النبطي شعبية كبيرة في السعودية ودول الخليج العربي، وكانت توجد مجلات عدة لما يسمى بالشعر الشعبي، قامت بدور توثيقي وتنويري لهذا النوع من الأدب الشعبي، حيث صدرت أول مجلة شعبية عام 1989م من الكويت تحت اسم «الغدير» إلا أنها توقفت بسبب الغزو العراقي للكويت ثم لأسباب مالية، وتبعها عدد من المجلات في الصدور من أبرزها في ذلك الوقت (بدون ترتيب تاريخي): مجلة المختلف، ومجلة فواصل، ومجلة سيوف، ومجلة قطوف وغيرها، إلا أن هذه المجلات توقفت بسبب انتشار استخدام منصات التواصل الاجتماعي ما جعل لكل شاعر منصته الآنية لإلقاء قصائده الجديدة ونشرها، أو تولي شعراء أو أقرباء أو معجبون نشر قصائد شعراء متوفين عبر هذه الوسائل التقنية السريعة وذات المتابعة المكثفة والقوية، كما ظهرت في وقت لاحق قنوات فضائية تولت بث الشعر النبطي وأفكاره وصوره الإبداعية الجديدة من خلال قصائد خالدة مات أصحابها، أو لشعراء جدد مثل: قناة الواحة التي تعد أول قناة شعبية في منطقة الخليج العربي تهتم بالشعر النبطي ضمن اهتمامها بالموروث الشعبي حيث أشهرت عام 2004م، وقناة الصحراء، وقناة المرقاب، وقناة الساحة، وغيرها من القنوات التي توقف بعضها والبعض الآخر مستمر في البث، كما أقيم منذ عام 2007م برنامج تلفزيوني للمنافسة بين الشعراء الشباب أطلق عليه شاعر المليون فتح الأبواب لجميع الشعراء من دول العالم العربي ولاقى رواجاً واسعاً في المنطقة.
وعلى مستوى العالم العربي تقام ـ على سبيل المثال ـ في الجنوب التونسي التظاهرات والمهرجانات الشعببة للاحتفال بالشعر النبطي أو شعر القسيم كما يسمى في البادية التونسية.
ومر الشعر النبطي بالكثير من المراحل وصولاً إلى ما يسمى بالقصيدة الحديثة أو شعر الحداثة.

## انتقادات للشعر النبطي
على الرغم من القيمة التي يوليها الكثير من أهل المشرق العربي للشعر النبطي كموروث ثقافي مهم، إلا أن الشعر النبطي لاقى انتقادات من قطاعات أخرى في المجتمع خوفاً من أن يضعف الأدب العربي الفصيح، أو أن يوظّف في إحلال العامية محل الفصحى، بينما يرى المناهضون لهذا الرأي أن التغيير اللغوي ليس فساداً ومصيبة المصائب بل حتمية يقررها عامل الزمن وتمر به أي لغة حية، في ظل إمكانية رد العامي للفصيح من خلال القواعد الصرفية والصوتية في اللهجة العامية وبالتالي ردها للغة العربية الصرفة.

## أساليبــه
على أوسع ما يتصوره البعض من أن الشعر النبطي عبارة عن شاعر يلقى قصيدة مفردا أو وسط جماعة أو في مجلس مخصص للشعر، فإن الشعر النبطي له أساليب متنوعة ومعروفة غير ذلك، أبرزها:

### النقائض أو الأهاجي
وهي قصائد هجاء شعبية تدور بين شاعرين نتيجة عداء شخصي بينهما أو صراع بين قبيلتيهما، وهي تشبه النقائض بين الشعراء في العصر الجاهلي والإسلامي مع الاختلاف باستخدام اللغة المحكية.

### المشاكاة والمردة
فالمشكاة قصيدة يرسلها شاعر لآخر معين يشتكي فيها أمراً يعانيه أو لاحتياج معنوي أو لحاجة مادية، والمردة هي قصيدة الرد من الشاعر الآخر يقدم له من خلالها حلاً لمشكلة صاحب قصيدة المشكاة، ويلتزم فيها بوزن القصيدة الأولى وقافيتها، وقد يدخل شاعر ثالث وأكثر في الحوار الشعري بين الشاعرين، كما قد تكون بين شاعر وشاعرة أو العكس أو بين شاعرتين.

### المحاورة (القلطة)
وتعد أصعب الأساليب وأقواها، وتكون بين شاعرين ارتجالاً فورياً على مشهد ومسمع من الجمهور، حيث يقول الشاعر الأول بيتاً أو بيتين ثم يرد عليه الشاعر المقابل في نفس الموضوع وبالقافية والوزن نفسيهما وخلال دقائق قصيرة، ويحتاج هذا الأسلوب إلى حضور الذهن وسرعة البديهة والشاعرية الجاهزة دائما، وعادة يكون هناك صفان من الجمهور لترديد الأبيات من الشاعرين المتحاورين.

### المخاطبات
وهوأن يقوم شاعر ببناء قصيدة يقلد فيها أو يعارض قصيدة شاعر آخر إعجابا بها، أو لكونها قصيدة مشهورة أو لكون شاعرها ذا شهرة ذائعة، ويكون ذلك بدون دعوة من شاعرها كما في النقائض التي يسودها التوتر، أوالمشاكاة التي يغلب عليها الخصوصية.

## أهميتــه
- يعد مصدرا من مصادر تاريخ الجزيرة العربية والخليج العربي خصوصاً بعد نقل الخلافة الإسلامية إلى بغداد ودمشق وقلّة الاهتمام بالجزيرة العربية فلم يكون هناك توثيقا مكتوبا للتراث والتاريخ في المنطقة لقلة الاهتمام بالكتابة ولقة من يعرفون لها، فحفظت بعض القصائد النبطية أحداثا تاريخيا وقصصا للأماكن والمعارك والعادات والتقاليد ومظاهر علم الفلك ومفردات البيئة.
- شارك مثل بقية الآداب المكتوبة في دعم ثورات الشعوب العربية ضد الاستعمار الغربي، برفع الروح المعنوية الوطنية وتعزيز الرغبة الشعبية في التحرر والتحرير مثل ماحدث في الجزائر وتونس والشام، كما كان قبل قيام المملكة العربية السعودية ودول الخليج العربي له دور محفز في الحروب والمعارك القبلية.
- اشتهر به عدد من الملوك والشيوخ والأمراء في منطقة الخليج العربي، فكان هناك عدد منهم يقرض الشعر النبطي في أغراضه المتعددة، بل وكان نوعا من التواصل بينهم وشعوبهم من خلال الاهتمام بإنشاء مؤسساته ودعمها مثل ماحدث في الكويت حيث أصدر أميرها قرارا بتأسيس ديوانية شعراء النبط عام 1977م وتخصيص ميزانيتها من نفقة سموه الخاصة، فكان لها برامجها وإصدارتها الداعمة لمسيرة هذا النوع من الشعر في المنطقة.
- ما يبرز قيمته الأدبية والتأريخية أن بعض المستشرقين الذين زاروا الجزيرة العربية والشام والعراق لم يفتهم أن يأخذوا معهم مخطوطات للشعر الشعبي/النبطي، فقنصل بروسيا (ألمانيا الشرقية) في دمشق يوهان جوتفريد فيتشتاين جمع بعض المخطوطات الشعرية في حدود عام 1860م واحتفظ بها، كما قام الفرنسي تشارلز هوبير الذي زار حائل مرتين سنة 1878م وسنة 1883م أحضر ثلاثة دواوين وأودعها في مكتبة ستراسبورج، كما اشترى المستشرق الألماني ألبرت سوسين مخطوطة من بغداد وأحضرها لبلاده، وغيرهم، وهذا ما يعكس أهمية الشعر النبطي في دراسات الصوتيات، وتدوين بعض الأحداث السياسية، والعادات الاجتماعية والتراث العربي.

## قضايــاه
على جمال الشعر النبطي، وقيمته الفنية، ودوره في رفع الذائقة العامة، وكونه من وسائل التعبير عن قضايا مهمة في بعض قصائده، إلا أنه لم يخلو من بعض المنغصات التي نالت من قيمته الاجتماعية لدى المجتمع، ففي العقود الثلاثة الماضية وفي منطقة برزت قضايا شائكة، وخصوصا بعد انتشار وسائل الإعلام الورقية والمسموعة والمرئية في منطقة الخليج العربي، ومن تلك القضايا:

### إشكالية الاسم
اختلف كثيرون من مؤرخي الشعر النبطي ومختصيه وشعرائه الكبار في الأصح اسما له، فالبعض يسميه شعرا شعبيا كونه منتج شعبي ولكون جمهوره المتفاعل معه من الشعب بعيدا عن الرسمية، ويدعو الباحث والمفكر السعودي أبو عبد الرحمن بن عقيل الظاهري في بعض بحوثه المنشورة إلى إمكانية تسميته بالشعر الفلكلوري كون كلمة فلكلور تعني في النهاية (حكمة الشعب)، وهناك من يسميه بالشعر النبطي كون من اشتهر به قوم من الأنباط المعروفين ببداوتهم نزحوا من منطقة في الحجاز إلى الشام ولهم قصائد باللهجة المحكية بعيدا عن الفصحى.

### الاسم المستعار
استخدم الشاعر النبطي الاسم المستعار وهو تقليد شعري معروف منذ العصر الجاهلي مروراً بالعصر الإسلامي بين شعراء الفصحى، وكان من أهم الأسباب الخاصة لاختيار هذا التخفي لدى الشعراء: أن يكون الشاعر من أسرة رفيعة يخشى من نشر اسمه الحقيقي أو لكي يحصل على نقد حقيقي وصادق، الخوف من التجربة الأولى للنشر فيختار هذا الأسلوب حتى لا يقع في الإحراج فيما لو أخفقت قصيدته المنشورة، كما أن كثيرا من الشاعرات نشرن تحت اسم مستعار خوفا من الوقوع في الحرج مع أهاليهن وأسرهن حين كان من العيب الاجتماعي نشر الاسم مرتبطا بقصائد شعرية تحمل معاني الحب والغزل، وهذا لا يمنع أن البعض نشر تحت اسم مستعار لصناعة هالة من الغموض على نفسه وقصيدته.

### السرقات
حدث غير مرة أن فضحت وسائل الإعلام سرقات لشعراء مبتدئين أو لأدعياء للشعر النبطي لقصائد منسية لبعدها الزمني أو بسبب بعد شعرائها عن الإعلام أو لوفاة شعرائها، أوحتى لشعراء معروفين، كما اتهم بعض الشعراء النبطيين بسرقة أفكار وصور إبداعية لشعراء فصيحين في العصور التاريخية القديمة وتحويرها بصياغة أخرى .

### بيع الشعر
استشرى بيع القصائد بين بعض الشعراء النبطيين، ويلجأ له عادة شعراء يعانون من قلة المال فيبيعون قصائدهم لأفراد يتلهفون للشهرة والتكسب بها.